# Thích Pháp Hòa
Thích Pháp Hòa (sinh năm 1974) là một tu sĩ người Canada gốc Việt. Ông là một nhà sư, nhà thuyết pháp Phật giáo và là một nhà nghiên cứu Phật học giáo phẩm Thượng tọa.

## Tiểu sử
Ông sinh năm 1974 tại Cần Thơ, Việt Nam trong một gia đình 2 anh em, sau đó cùng gia đình sang định cư tại Canada. Năm 1989, Thích Pháp Hòa xuất gia với thượng tọa Thích Thiện Tâm khi ông 15 tuổi. Năm 1994, thọ giới tỳ kheo tại Làng Mai (Pháp) trong sự kiện Đài giới đàn Hương Tích của thiền sư Thích Nhất Hạnh. Năm 2006, ông được tấn phong là trụ trì Trúc Lâm Thiền Viện. Năm 2007, Thích Pháp Hòa làm trụ trì Tây Phương Thiền Viện và được bầu làm Viện trưởng Viện nghiên cứu Phật học Edmonton (Canada).

## Ảnh hưởng
Ông là một vị Sư có sức ảnh hưởng cao và được nhiều Phật tử trên toàn thế giới biết đến của Phật giáo Việt Nam qua việc thuyết giảng phật pháp và phát hành kinh sách. Ông được cho là một người với nét giản dị, khiêm cung, hòa ái của một bậc chân tu giúp mọi người có thêm niềm tin vào chánh pháp. Ông được đánh giá tích cực bởi báo chí trong việc truyền bá và thuyết pháp tư tưởng, giáo lý Phật giáo, tạo được ảnh hưởng lớn trong cộng đồng Phật tử. Đồng thời, các bài giảng của ông được cho là tương phản so với các bài giảng của Thích Chân Quang.
Năm 2024, nhà Sư Thích Pháp Hòa đã xuất bản cuốn sách "Chia sẻ từ trái tim - 50 bài giảng nhân quả thiết thực trong cuộc sống", quyển sách đã nhận được sự hưởng ứng và ủng hộ cao với 10.000 lượt đặt trước trong lần tái bản, tác phẩm này được nhiều ý kiến cho là đã giúp đưa những tư tưởng cao siêu của đạo Phật trở nên gần gũi, dễ hiểu hơn đến nhiều Phật tử khắp nơi .